# Tinker Bell
『Tinker Bell』（ティンカー・ベル）は、松田聖子通算9作目のオリジナル・アルバム。1984年6月10日発売。発売元はCBS・ソニー。

## 概要
帯コピー：四次元の光に輝き 聖子、神秘的。
ヒットシングル「Rock'n Rouge」、「時間の国のアリス」を含む全9曲。尾崎亜美が作曲で初起用された。
それまで以上にテーマ性を明確にしたアルバム。「Tinker Bell」というタイトル（童話「ピーター・パン」に登場する妖精名）に象徴されるように、ガラス靴、ターザン、アリス、眠れる森の美女など童話から連想した作品や、宇宙船、円盤といったSFの世界を歌った作品が収録されている。
1980年代に発売されたオリジナル・アルバムはほぼ10曲で構成されているが、本作のみ収録曲が全9曲である。B面に4分前後の曲を1曲収録できる余裕があり、本作のレコーディングと並行する形で映画『夏服のイヴ』の撮影が行われていたためレコーディングが間に合わなかったからという都市伝説が流布されているが、プロデューサーの若松宗雄は「純粋にこの曲順と流れがいいと思ってのことだった」としている。
LPリリース後の7月1日には、マスター・サウンド仕様盤が発売された。
カウントダウン・ライヴ「SEIKO MATSUDA COUNT DOWN LIVE PARTY 2007-2008」では、本作から「いそしぎの島」「密林少女」が久しぶりに披露された。

## 収録曲

### レコード / CT
| 全作詞: 松本隆。 |                          |           |           |          |      |
| #                | タイトル                 | 作詞      | 作曲      | 編曲     | 時間 |
| 1.               | 「真っ赤なロードスター」 | 松本隆    | 林哲司    | 船山基紀 | 4:31 |
| 2.               | 「ガラス靴の魔女」       | 松本隆    | 南佳孝    | 船山基紀 | 4:07 |
| 3.               | 「いそしぎの島」         | 松本隆    | 尾崎亜美  | 大村雅朗 | 3:36 |
| 4.               | 「密林少女」             | 松本隆    | 林哲司    | 大村雅朗 | 4:24 |
| 5.               | 「時間の国のアリス」     | 松本隆    | 呉田軽穂  | 大村雅朗 | 4:43 |
| 合計時間:        | 合計時間:                | 合計時間: | 合計時間: | 21:21    |      |

| 全作詞: 松本隆。 |                     |           |           |            |      |
| #                | タイトル            | 作詞      | 作曲      | 編曲       | 時間 |
| 1.               | 「AQUARIUS」        | 松本隆    | 大村雅朗  | 大村雅朗   | 3:49 |
| 2.               | 「不思議な少年」    | 松本隆    | 南佳孝    | 船山基紀   | 4:05 |
| 3.               | 「Rock'n Rouge」    | 松本隆    | 呉田軽穂  | 松任谷正隆 | 4:19 |
| 4.               | 「Sleeping Beauty」 | 松本隆    | 大村雅朗  | 大村雅朗   | 5:48 |
| 合計時間:        | 合計時間:           | 合計時間: | 合計時間: | 18:01      |      |

## 楽曲解説

### SIDE A
1. 真っ赤なロードスター
2. ガラス靴の魔女
3. いそしぎの島
尾崎亜美による初提供作品。
4. 密林少女
5. 時間の国のアリス
17枚目のシングルA面曲。

### SIDE B
1. AQUARIUS
2011年のカウントダウン・ライヴ『SEIKO MATSUDA Count Down Live Party 2011-2012』で久しぶりに披露された。
2. 不思議な少年
3. Rock'n Rouge
16枚目のシングルA面曲。第35回NHK紅白歌合戦 歌唱曲。
4. Sleeping Beauty

## クレジット
- Producer & Director: 若松宗雄 / Assistant Director: 佐藤洋文，杉村昌子 / Engineer: 鈴木智雄 / Assistant Engineer: 斉田あとむ，津久間孝成 / Mastering Enginner: 小林光晴 / Photographer: 武藤義 / Designer: 山田充 / Stylist: 三宅由美子

1. 真っ赤なロードスター
Drums: 林立夫 / E.Bass: 岡沢茂 / E.Guitar: 矢島賢 / Keyboards: 山田秀俊 / Percussions: 斉藤ノブ / Chorus: バズ 尾形道子
2. ガラス靴の魔女
Drums: 林立夫 / E.Bass: 岡沢茂 / E.Guitar: 松原正樹 / Guitar: 谷康一 / Keyboards: 山田秀俊 / Percussions: 斉藤ノブ / Chorus: バズ 尾形道子
3. いそしぎの島
Drums: 林立夫 / E.Bass: 高水健司 / E.Guitar: 松原正樹 / Keyboards: 山田秀俊 / Computer programmer: 松武秀樹 / Strings: 加藤絃楽グループ Glocken 金山功
4. 密林少女
Drums: 島村英二 / E.Bass: 高水健司 / E.Guitar: 松原正樹 / Keyboards: 山田秀俊 / Computer programmer: 松武秀樹 / Brass: (TP)数原晋 荒木敏夫 (TS)ジェイク・H・コンセプション / Chorus: 比山清 木戸泰弘 山川恵津子
5. 時間の国のアリス
Drums: 島村英二 / E.Bass: 高水健司 / E.Guitar: 松原正樹 / Keyboards: 山田秀俊 / Computer programmer: 松武秀樹 / Strings: 加藤絃楽グループ / Chorus: 比山清 木戸泰弘 山川恵津子
6. AQUARIUS
Drums: 林立夫 / E.Bass: 高水健司 / E.Guitar: 松原正樹 / Keyboards: 山田秀俊 / Computer programmer: 松武秀樹 / Strings: 加藤絃楽グループ / Brass: (TS)ジェイク・H・コンセプション
7. 不思議な少年
Drums: 林立夫 / E.Bass: 岡沢茂 / E.Guitar: 矢島賢 / Keyboards: 山田秀俊 / Percussions: 斉藤ノブ / Strings: 多絃楽グループ / Chorus: バズ 尾形道子
8. Rock'n Rouge
Drums: 菊地丈夫 / E.Bass: 岡沢茂 / E.Guitar: 今剛 / Guitar: 笛吹利明 / Keyboards: 松任谷正隆 / Computer Programmer: 浦田恵司 / Percussions: 浜口茂外也 / Strings: トマト絃楽グループ / Brass: (TP)数原晋 (Tb)新井英治 (Asax)ジェイク・H・コンセプション / Chorus: 桐ヶ谷仁 桐ヶ谷俊博 山本潤子
9. Sleeping Beauty
Drums: 島村英二 / E.Bass: 高水健司 / E.Guitar: 松原正樹 / Keyboards: 山田秀俊 / Computer programmer: 松武秀樹 / Chorus: 比山清 木戸泰弘 山川恵津子

## 関連作品
- 真っ赤なロードスター　
  - Bible III
- いそしぎの島
  - エトランゼ
- 密林少女　
  - Seiko Box
  - SEIKO SUITE
  - Premium Diamond Bible
  - Diamond Bible
  - エトランゼ
- 時間の国のアリス　
  - シングル「時間の国のアリス#関連作品」参照
- AQUARIUS　　
  - Seiko Box
  - Premium Diamond Bible
  - SEIKO MEMORIES 〜Masaaki Omura Works〜
- Rock'n Rouge
  - シングル「Rock'n Rouge#関連作品」参照
- Sleeping Beauty　　
  - Seiko Box　
  - LOVE BALLADE
  - Bible
  - SEIKO SUITE※DVD映像
  - Another side of Seiko 27
  - Seiko Matsuda Best Ballad
  - SEIKO MEMORIES 〜Masaaki Omura Works〜
  - 風街図鑑〜松本隆 作詞活動30周年記念